# Al-Ījī
ʻAḍud al-Dīn ʻAbd al-Raḥmān ibn Aḥmad Ījī ou ʿAbd al-Raḥmân ibn Aḥmad al-Īğī, ou plus simplement 'Adud al-dîn al-Îjî (الإيجي) est un théologien asharite et un juriste chaféite né à Īj, près de Chiraz, dans la province du Fars, vers 1281 et mort en 1355. Il a été nommé qadi par le prince mongol Abou-Saïd Bahadour, qui dirige alors le khanat de Perse. Il perd ce poste à la mort de son protecteur en 1335. Mais il devient qadi al-qudat (grand qadi) à Chiraz sous le règne de Abu Ishaq de la dynastie Inju. Il y fait la rencontre du poète Hafez,. Il cumule cette fonction de juge avec une activité d'enseignant. Il est enfermé à Īj en 1355 et meurt en prison la même année,.
Il a eu pour maître Jārabardī. C'est un disciple indirect de Baydāwī (m. 1355), et d'al-Rāzī.

## Œuvre
« Intended as systematic handbooks for teaching in high schools, they have no claims to originality. »
Son œuvre principale est Al-Mawāqif fī 'ilm al-kalām ( « Les théories en sciences du kalām »). Elle n'est pas connue pour son originalité mais pour ses qualités pédagogiques : c'est un exposé des doctrines théologiques de son époque, qui a été souvent commenté, notamment par Jurjani et Taftazānī,. Il a servi de manuel jusqu'à une époque récente à l'université al-Azhar et de Tunis. Un trait caractéristique de ce livre de kalām est la place importante qu'y occupent l'épistémologie et la métaphysique, aux dépens de la théologie proprement dite. La pénétration de la philosophie d'Avicenne, initiée par Al-Juwaynī, amplifiée avec al-Rāzī, y atteint son apogée. Gardet et Anawati décrivent avec précision la structure de cet ouvrage composé de six parties.
La première aborde les questions liées à la théorie de la connaissance. La deuxième partie est de nature métaphysique ; elle emprunte au vocabulaire aristotélicien d'Avicenne par le biais d'al-Razi. Les notions étudiées sont l'être, le mode, l'essence, le possible et le nécessaire, l'éternel et le contingent, l'un et le multiple, la cause et l'effet. La troisième est consacrée à l'étude des accidents et de leurs propriétés. Al-Iji revient en cette occasion sur la théorie atomistique. La quatrième traite des substances : les corps, les corps composés, les âmes. L'inspiration est nettement aristotélicienne. C'est seulement dans la cinquième partie qu'Al-ji aborde les questions de théologie rationnelle. Il y aborde la question de l'existence de Dieu, la notion de transcendance et le problème de l'acte humain, dans une perspective asharite. La sixième partie traite de la prophétie, des miracles, des saints, de l'Au-delà, et pour finir aborde la question du califat.
Le Mawāqif est considéré comme l'aboutissement de l'évolution de la théologie asharite, désormais systématisée,.
Il a écrit aussi un commentaire du Anwār al-tanzīl wa asrār al-taʾwīl de Baydāwī ; al-Risāla al-šāhīya fī ʿelm al-aḵlāq, un livre de philosophie morale ; al-Fawāʾed al-ḡīāṯīya sur la rhétorique ; Ādāb al-baḥṯ («Éthique de la discussion ») ; Ešrāq al-tawārīḵ, un traité d'histoire de la religion.